# Eddi Laumanns

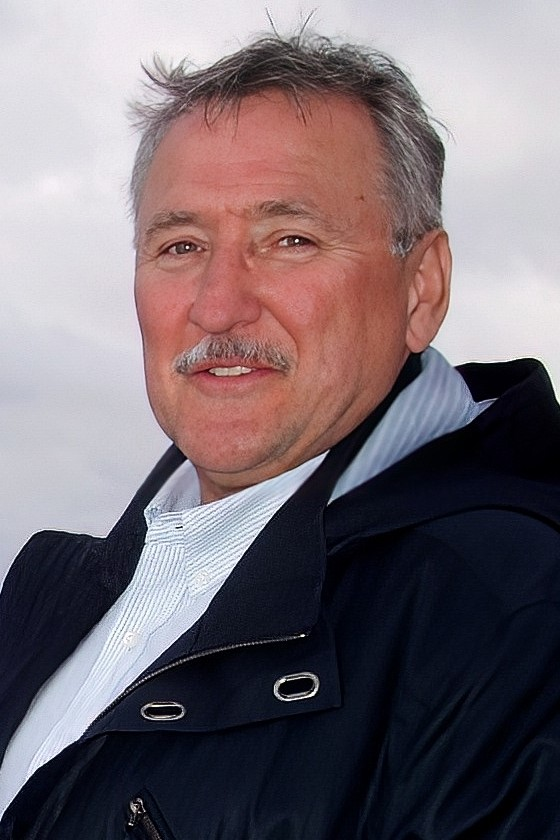
Eddi Laumanns

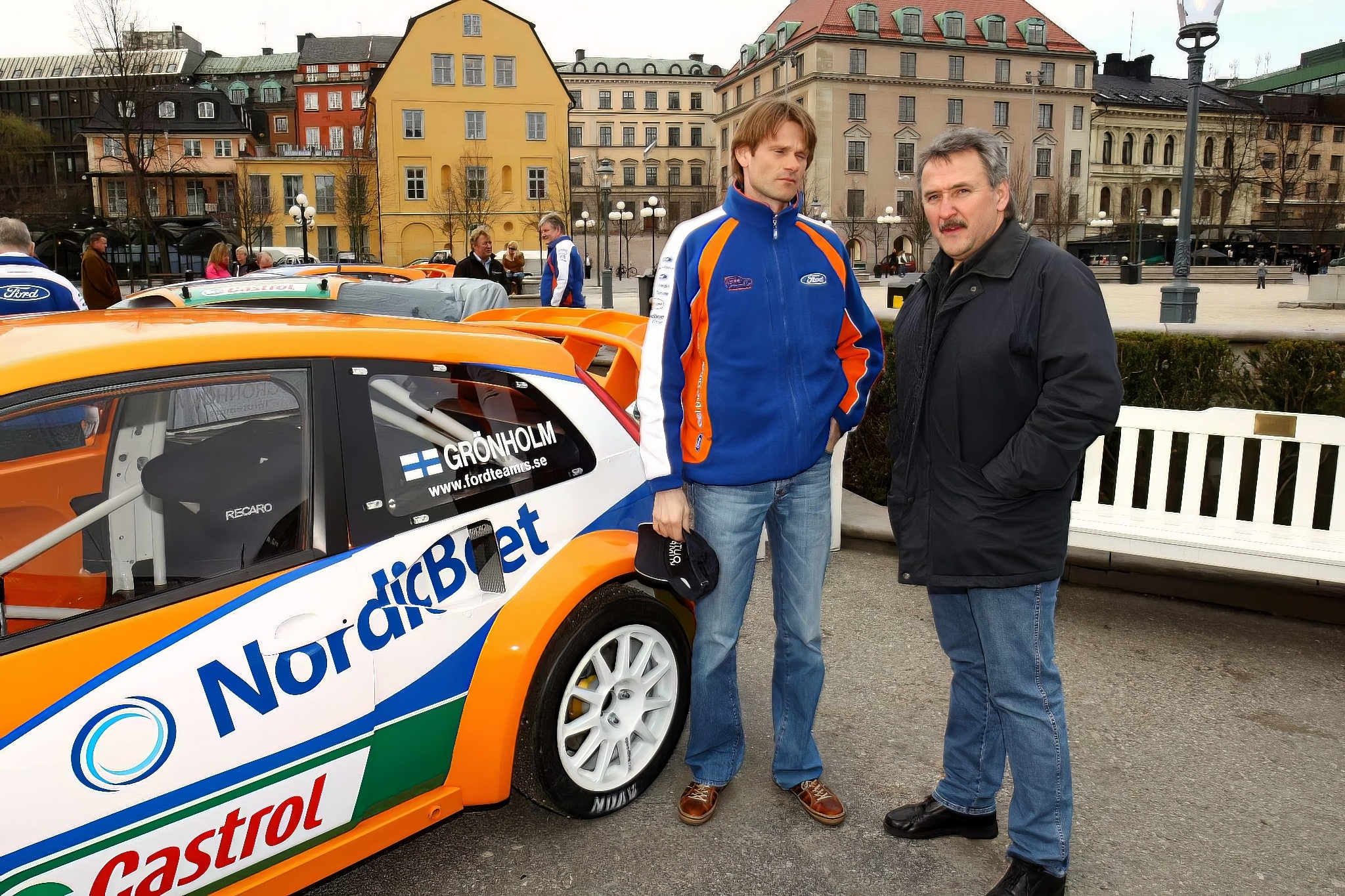
2008: Laumanns mit dem zweimaligen Rallye-Weltmeister Marcus Grönholm bei einer Pressekonferenz in Stockholm

Eduard „Eddi“ Robert Laumanns (* 23. Januar 1952 in Hückelhoven) ist ein ehemaliger deutscher Motorsport-Journalist, Pressefotograf, Buchautor und Bildkalender-Verleger. Seit fünf Jahrzehnten gilt der Niederrheiner bei internationalen Medien und Fans von Autorennen als der Experte für den Automobilsport Rallycross.

## Leben
Der ehemalige Kaufmann Eddi Laumanns wuchs, wie auch seine beiden Sportjournalisten-Kollegen Rainer Kalb und Rolf Kalb, in Doveren auf. Ende der 1960er und Anfang der 1970er war er in der Musikszene des Rheinlands tätig. Er organisierte Auftritte von Bands und zu Ostern 1972 ein eintägiges Rock-Festival in Frimmersdorf, bei dem Birth Control, Embryo und Wallenstein die Main Acts der insgesamt sieben Bands waren, bevor er drei Tage später zur Bundeswehr einberufen wurde und danach den Kontakt zur Musikszene verlor. Nach einem 2-jährigen Wehrdienst bei der 1. Luftlandedivision in Bruchsal besuchte er im Sommer 1974 sein erstes Rallycross-Rennen im niederländischen Valkenswaard, worauf er beschloss, in dieser Sportart journalistisch tätig zu werden. Da seine Rennberichte aber nicht über einen längeren Zeitraum hinweg ohne das damals nur schwer zu beschaffende Fotomaterial zu veröffentlichen waren, kaufte sich Laumanns 1977 seine erste Spiegelreflexkamera und fotografierte von da an selber. 1980 machte er sein Hobby zum Beruf.
Innerhalb von wenigen Jahren hatte er sich in verschiedenen Ländern einen Namen gemacht. Bereits Ende der 1970er und Anfang der 1980er arbeitete er als Freelancer europaweit für ein Dutzend Fachzeitschriften in der FIA-Rallycross-Europameisterschaft. Zwischen 1974 und 2012 nahm Laumanns als akkreditierter Pressevertreter an insgesamt 261 Rallycross-EM-Läufen in ganz Europa teil und kooperierte in dieser Zeit kontinuierlich mit mehr als 20 verschiedenen Printmedien. Darunter waren Motorsport aktuell (Schweiz), rallye racing (Deutschland), Sportfahrer (Deutschland), Autorevue (Österreich), Idrottsbladet (Schweden), AUTOhebdo (Frankreich), Autosprint (Italien), Motoring News (Großbritannien), Autorensport (Niederlande), Auto & Sport (Belgien), Norsk Motor Revy (Norwegen) und AutoXpress (Finnland).
Nachdem Anfang der 2000er-Jahre immer mehr Motorsport-Fachzeitschriften wegen sinkender Auflagenzahlen vom Markt verschwanden, wandte sich Laumanns verstärkt dem Internet zu und arbeitete bis Ende 2014 nacheinander für die drei führenden europäischen Rallycross-Websites. Anfänglich als EM-Korrespondent für rallycross.com (Deutschland), später als Redakteur vom Dienst für rallycrossworld.com (Großbritannien) und zuletzt als Chefredakteur für erc24.com (Norwegen). In den 1980er- und 1990er-Jahren wurde ihm aufgrund seiner Sachkenntnis als bis dahin einzigem Pressevertreter zugestanden, beratend an vielen Sitzungen der durch die FIA anerkannten EM-Veranstalter-Vereinigung „European Rallycross Association“ (ERA) teilzunehmen. Darüber hinaus ist er seit der Gründung der „European Rallycross Press Association“ (ERPA) im Jahr 1982 deren Präsident. Anfang 2015 ging er in den Ruhestand und ist seither nur noch hobbymäßig damit beschäftigt, Informationen und Bildmaterial zur frühen Rallycross-Geschichte zu sammeln und Interessenten zur Verfügung zu stellen.

## Persönliches
Laumanns ist seit 1973 verheiratet, das Ehepaar wohnte von 1974 bis 1989 in Wegberg und lebt seit 1989 in Niederkrüchten-Overhetfeld.

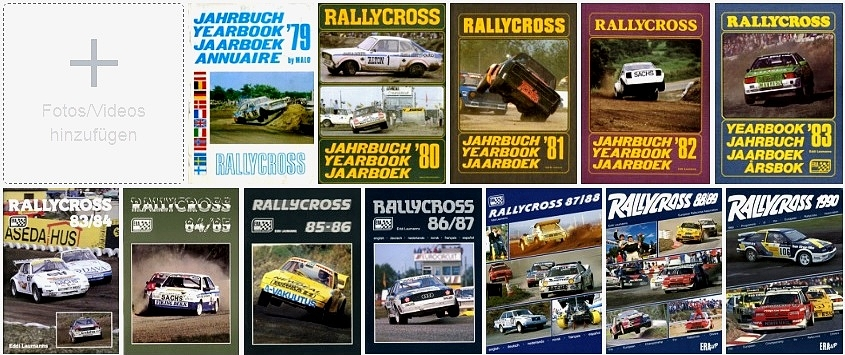
Die 12 Rallycross-Jahrbücher von Eddi Laumanns aus dem Fred-Gatzen-Verlag

## Publikationen
Zwischen 1979 und 1990 war Eddi Laumanns der Autor für 12 aufeinanderfolgende Rallycross-Jahrbücher, die alle im damaligen Druckerei-Verlag Fred Gatzen (Geilenkirchen) erschienen. Zwischen 1981 und 1995 publizierte er 17 Bildkalender im Posterformat in Serie, ebenfalls vom Gatzen-Verlag produziert. Schon nach seinen ersten eigenen Druckwerken wurde Laumanns von österreichischen und Schweizer Pressekollegen mit dem Spitznamen der „Rallycross-Guru“ belegt, unter dem er auch Jahrzehnte später im Motorsport noch immer bekannt ist.

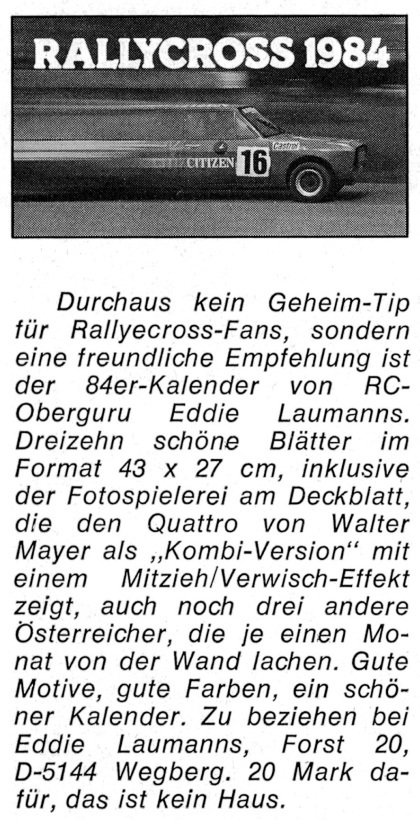
Laumanns’ 1984er Rallycross-Kalender